# 1988년 태평양 돌핀스 시즌
1988년 태평양 돌핀스 시즌은 태평양 돌핀스가 KBO 리그에 참가한 첫 시즌이며, 삼미 슈퍼스타즈, 청보 핀토스 시절까지 합치면 7번째 시즌이다.
한편,  강태정 감독이 지휘봉을 잡은 동시에 1983년 OB 이후 5년 만에 대만에서 전지훈련을 치렀다.
그러나, 시즌 개막을 코앞에 둔 3월 8일이 되어서야 창단식을 가진 데다 개막전에서 승리에 대한 욕심이 지나쳐 에이스급 투수 4명을 풀가동하며 패한  이후 1승 13패로 성적 부진을 면치 못하자  14경기 만에 해임되었고, 이후 임신근이 감독 대행을 맡았다. 팀은 전기리그 6위, 후기리그 7위, 통합 7위로 최하위에 머물렀다.

## 타이틀
- 올스타전 추천선수: 양상문, 김신부, 김동기, 이선웅, 김일권
- 컴투스프로야구 나때는 말이야 라인업: 유남호 (불펜코치)
- 3루타: 김일권 (5)

## 선수단
- 선발투수 : 조병천, 양상문, 김신부, 김봉근, 임호균, 배경환
- 구원투수 : 박정현, 박상범
- 마무리투수 : 신완근, 김일부, 이상구, 이동수, 최창호
- 포수 : 김동기, 금광옥, 최영환, 김승태
- 1루수 : 박상국, 김일환
- 2루수 : 김근석, 정진호
- 유격수 : 원원근, 곽권희, 오덕환
- 3루수 : 이선웅, 김바위, 유동효
- 좌익수 : 여태구, 김경남
- 중견수 : 김일권, 정현발, 이연수
- 우익수 : 김윤환, 김진규, 양후승
- 지명타자 : 이광근, 이해창, 송형석, 김한조

### 시즌 종료 후 영입 선수
다음 선수들은 시즌 종료 후 영입되었으나 공식적으로 KBO에서 1988년 시즌 태평양 선수로 분류한다.
- 구원투수 이충우

## 여담
- 구단이 춘천공설운동장 야구장을 홈구장으로 쓴 마지막 시즌이다. 이 시즌에 춘천공설운동장 야구장에서 열린 유일한 경기는 9월 4일 MBC 청룡과의 경기였다.
- 태평양 돌핀스는 이 시즌에 2군을 창설했다.
- 원원근은 KBO 리그 역대 최초의 스위치 히터였다.
- 팀이 태평양 돌핀스라는 이름으로 치른 첫 경기는 4월 5일 롯데 자이언츠와의 경기였다. 이날 임호균이 선발 등판했으나 패전투수가 되었으며, 1번 타자 여태구가 처음으로 타석을 소화한 선수가 되었다.
- 김봉근은 4월 13일 MBC 청룡과의 경기에서 팀의 첫 승리투수가 되었다.
- 양상문은 4월 26일 롯데 자이언츠와의 경기에서 팀의 첫 세이브를 기록했다.
- 김경남은 35타수 1안타에 그쳐 타율 0.029를 기록해 KBO 리그 사상 타율 0.000이 아닌 선수 중 단일 시즌 최저 타율을 기록했다.
- 신완근은 구원등판으로만 119.2이닝을 소화하여 구단 사상 단일 시즌 최다 구원이닝 기록을 세웠다.
- 김일권은 삼진을 8번만 당해 KBO 리그 역대 규정 타석을 채운 타자 중 단일 시즌 최저 삼진 기록을 세웠고, 타석 당 삼진률 2.3%로 규정 타석을 채운 타자 중 KBO 리그 역대 단일 시즌 최저 기록을 세웠다.
- 1988 신인 드래프트 2차 지명에서 팀은 오귀섭, 이상구, 김동희, 이남규, 김승국, 나문박을 각각 순서대로 6~11라운드에 지명하여 이들은 KBO 리그 사상 최초의 6~11라운드 지명자가 되었다.

## 같이 보기
- 1982년 삼미 슈퍼스타즈 시즌
- 1983년 삼미 슈퍼스타즈 시즌
- 1984년 삼미 슈퍼스타즈 시즌
- 1985년 삼미 슈퍼스타즈 시즌
- 1985년 청보 핀토스 시즌
- 1986년 청보 핀토스 시즌
- 1987년 청보 핀토스 시즌
- 1989년 태평양 돌핀스 시즌
- 1995년 태평양 돌핀스 시즌